# Balthasar de Beaujoyeulx
Balthasar de Beaujoyeulx, anche Balthasar de Beaujoyeux, originariamente Baldassare da Belgiojoso, (Piemonte o Lombardia, 1535 – Parigi, 1587), è stato un violinista, compositore e coreografo italiano.

## Biografia
Beaujoyeulx si trasferì a Parigi nel 1555, dove divenne un servitore alla corte di Caterina de' Medici. Insegnò a due dei suoi figli e mostrò talento nell'organizzare elaborati intrattenimenti per la corte. Partecipò alla mascherata Défense du paradis nel 1572 e montò il Ballet aux ambassadeurs polonais nel 1573: una delle prime opere ad essere riconosciuta come un vero balletto di corte, messo in scena per onorare gli ambasciatori polacchi che visitavano Parigi dopo l'ascesa di Enrico di Angiò al trono di Polonia.
Il 24 settembre 1581 il preferito da Enrico III, il Duca di Joyeuse sposò Margherita di Lorena (1564–1625), figlia di Nicolas, duca di Mercœur e sorella della regina consorte Luisa di Lorena. Per le celebrazioni del matrimonio la regina Luisa ideò e presentò uno spettacolo di danza della durata di cinque ore e mezzo chiamato Ballet Comique de la Reine, che costò oltre un milione di scudi. Organizzò la sua squadra di scrittori e musicisti: il testo era del Sieur de la Chesnaye (Nicolas Filleul), la musica di Lambert de Beaulieu (in realtà Girard de Beaulieu), le scene di Jacques Patin e Beaujoyeulx, che creò le scene, fece la coreografia, gestì il palcoscenico e diresse il tutto. Poiché incorporava una trama sulla leggenda dell'incantatrice mitologica Circe, è generalmente considerato come il primo balletto. Il frontespizio del resoconto che egli pubblicò dell'evento afferma che lui fu impiegato come valet de chambre sia per il Re (figlio di Caterina, Enrico III) che per la Regina (la regina consorte Loisa di Lorena).